# Wilhelm Seybold

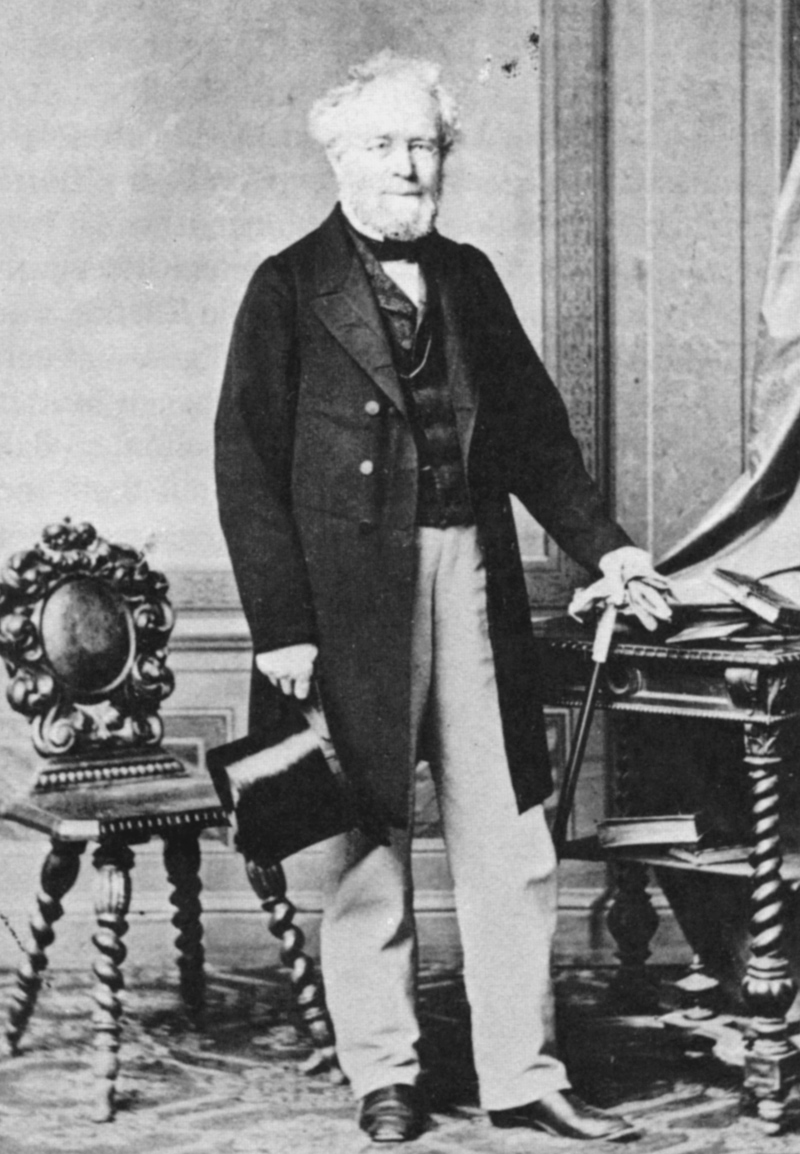
Wilhelm Seybold

Josef Wilhelm Friedrich Seybold ab 1854 von Seybold (* 2. Mai 1799 in Nordheim; † 9. September 1874 in Stuttgart) war Gutsbesitzer in Nordheim, Mühlenpächter in Heilbronn, belgischer Konsul und Abgeordneter des Württembergischen Landtags.

## Leben
Er war neben vier Schwestern der einzige Sohn des Gerichtsschreibers Christian Gottfried Seybold (1757–1816) und der Susanne Herrlinger (1763–1834). Der Vater gab ihn in die Internatsschule des Nordhausener Waldenserpfarrers Mulot, wo er insbesondere französische Sprachkenntnisse erwarb. Ab 1813 war er als Lehrling in einem Kolonialwarengeschäft in Heilbronn. Nach dem Ende der Lehrzeit ging er als Händler nach Antwerpen und später nach Frankreich. Er vermehrte den bereits ansehnlichen Nordheimer Besitz seiner Eltern durch weitere Grundstückszukäufe, die er durch Bevollmächtigte tätigen ließ. Nach dem Tod der Mutter 1834 kehrte er nach Nordheim zurück, um das Erbe zu regeln und ein auf seinen Erbteil aufbauendes Gut selbst zu verwalten. 1835 heiratete er in Frankfurt am Main Amalie von den Velden (1808–1890). 1836 ließ er sich in Heilbronn nieder und ließ den Nordheimer Besitz durch einen Verwalter bewirtschaften. In Heilbronn plante er zunächst die Eröffnung einer eigenen Tuchfabrik, konnte dies jedoch nicht verwirklichen. Von 1837 bis 1846 war er Pächter der städtischen Mahlmühle auf dem Hefenweiler in Heilbronn. 1842 wurde er belgischer Konsul in Württemberg und Heilbronn, 1850 wurde er belgischer Konsul in Stuttgart, bei seiner Abdankung 1856 wurde er als Generalkonsul h. c. mit dem Ritterkreuz des königlich-belgischen Leopoldsordens ausgezeichnet.
1848 und 1849 gehörte er als Abgeordneter von Heilbronn dem württembergischen Landtag an. 1849 zog er nach Stuttgart. Von 1851 bis 1855 war er Landtagsabgeordneter für die Stadt Ludwigsburg. In jener Zeit ließ er durch den Architekten Georg von Morlok ein stattliches Wohnhaus am Nordheimer Marktplatz (das heutige Nordheimer Rathaus) errichten, das die Familie jedoch nur in den Sommermonaten bewohnte, während Stuttgart der Hauptwohnsitz blieb. Im Landtag setzte sich Seybold vor allem für die Einführung von Gewichts- statt Raummaßen beim Getreideverkehr ein. Er gehörte dem Beirat der Zentralstelle für Handel und Gewerbe, der Heilbronner Handelskammer und der königlich-württembergischen Eisenbahnbaukommission an. Beim Bau der Nordbahn setzte er sich für den Anschluss von Nordheim und Klingenberg an das Eisenbahnnetz ein. 1854 wurde er mit dem Ritterkreuz 1. Klasse des Ordens der Württembergischen Krone ausgezeichnet, mit dem der persönliche Adelsstand verbunden war. 1868 wurde er zum Geheimen Hofrat ernannt und 1872 mit dem Kommenturkreuz 2. Klasse des Friedrichs-Ordens ausgezeichnet. Er verstarb nach längerer Krankheit in Stuttgart und wurde auf dem Pragfriedhof bestattet.
Seiner Ehe mit Amalie von den Velden entstammten die beiden Töchter Agathe (1836–1917) und Clara (1845–1901). Testamentarisch bestimmte Wilhelm Seybold 1862 einen Familienfideikommiss, damit seine Besitztümer in Nordheim ungeteilt bleiben sollten. Außerdem errichtete er 1867 in Nordheim eine Stiftung, die er mit großen Finanzmitteln und einem Gebäude für die Kleinkinderschule ausstattete. Der Fideikommissbesitz gelangte durch Erbgang zuletzt an seinen Urenkel Kurt von Marval (1888–1980), der damit die Von Marval’sche Familienstiftung ausstattete.